# Wozżajewka
Wozżajewka (ros. Возжаевка) – wieś (ros. sieło) w południowo-wschodniej Rosji, terytorialnie i administracyjnie należąca do rejonu biełogorskiego, w obwodzie amurskim. 
Według danych statystycznych z 2016 roku wieś Wozżajewka zamieszkiwało 5121 mieszkańców. 